# 周代殷

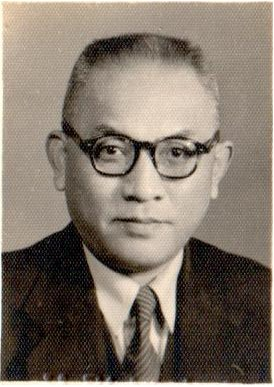
中華民國少將 周代殷先生

周代殷（1900年11月29日—1977年5月19日），字戎一，譜名正該，乳名德彪，號靜齋，筆名劍塵。中華民國军警界人物，陸軍少將。浙江省奉化縣人。內政部警官高等學校正科畢業，銓敘部實授簡任一級，14職等。

## 生平
周代殷16歳入读師範學校，19歳執教鞭。21歳入內政部警官高等學校，正科第五期畢業，畢業後分發寧波警察廳實習
。1926年國民革命軍北伐，俞樵峯出任兵站總監，徵周氏任少校副官，隨軍參列湘、鄂、贛諸省。因成效優異，荐予省警務單位任督察長，不久再任南昌市警察教練所教務長、第四區警察署長。後因繼母噩耗辭歸返鄉，翌年再派寧波公安局督察長、第三區警察署長。
1929年11月南京成立首都警察廳，先後任督察長、第七、第六、及第一局局長、保安科長等職。任內整頓警紀，倡議勤務區分制，推行民眾警察，設計戶口卞，改善交通設施，擴充消防設備，統一義勇消防，設立警察廣播電台，編印警察手冊等等，推行以來成效著著。而值得一提的「藏本案件」能在三日內偵破，為國際稱贊。藏本原是日本副領事，因與總領事須磨有隙，廹其自殺，嫁禍於中國，讓成國際事件，籍圖侵略借口。幸而三日偵破，真相大白。
1935年受命留學日本兩年半年。抗戰軍興，11月奉調後方勤務部，任少將參議，支援鄂、湘、桂、黔等省後勤業務。抗戰勝利後任杭州園林管理處長、內政部警察總署簡任督導。國共戰爭期間受命出任首都警察廳副長,並奉命率領首都員警四千餘人,轉進廣州, 保全國家警察實力,榮獲內政部頒發一等警察奬章。。
1949年，移居台湾。赴台後任內政部専門委員兼警政司幫辦（即今內政部警政署副署長），對北市交通、警察勤務及招生女警有重大建樹。
先生好學深思，博覽群書著有「警察的新生活」、「警察救國的基業」、「警察勤務制度」、「戶政警察」、「外事警察」等。
先生德配吳慈華女士，系出名門，1970年當選台省警察模範母親，長子時錚、次子時鏜、季子時新、四子時欽。長女惠黎適朱懋竑、次女惠芳適張振鍔、三女惠鳴適張復民，皆俱品學兼優，各有所長。   
先生畢生獻身革命，從事政、軍、警各項要職，惟精惟誠，效忠黨國，秉性耿介，清廉淡泊，高風亮節，允稱完人矣！

## 创办台湾警察杂志
1952年，創辦《警察雜誌》，由莫德惠院長賀發刋詞。刋至1969年，因健康因素停刋，共發行10卷112期。

## 代表著作
- 《剡社的责任》，发表于《新奉化》1923年第一期[1]
- 《校長的新生活》

《警察的新生活》是周代表作，后由台湾中正书局结集出版：
- 《警察的新生活》， 新生活周刊，1935年第1卷第43期[5]
- 《警察的新生活（续）》，新生活周刊，1935年年第1卷第44期